# Marcello Del Duca
Marcello Del Duca, född 31 augusti 1950 i Civitavecchia, är en italiensk vattenpolospelare. Han deltog i den olympiska vattenpoloturneringen i Montréal där Italien tog silver. Hans målsaldo i turneringen var tre mål, varav två gjorde han i matchen mot Kuba. På den tiden spelade Del Duca för Associazione Sportiva Nuoto e Canottaggio Civitavecchia.
Del Duca ingick i det italienska laget som vann vattenpoloturneringen vid medelhavsspelen 1975.